# Hemigrapsus oregonensis

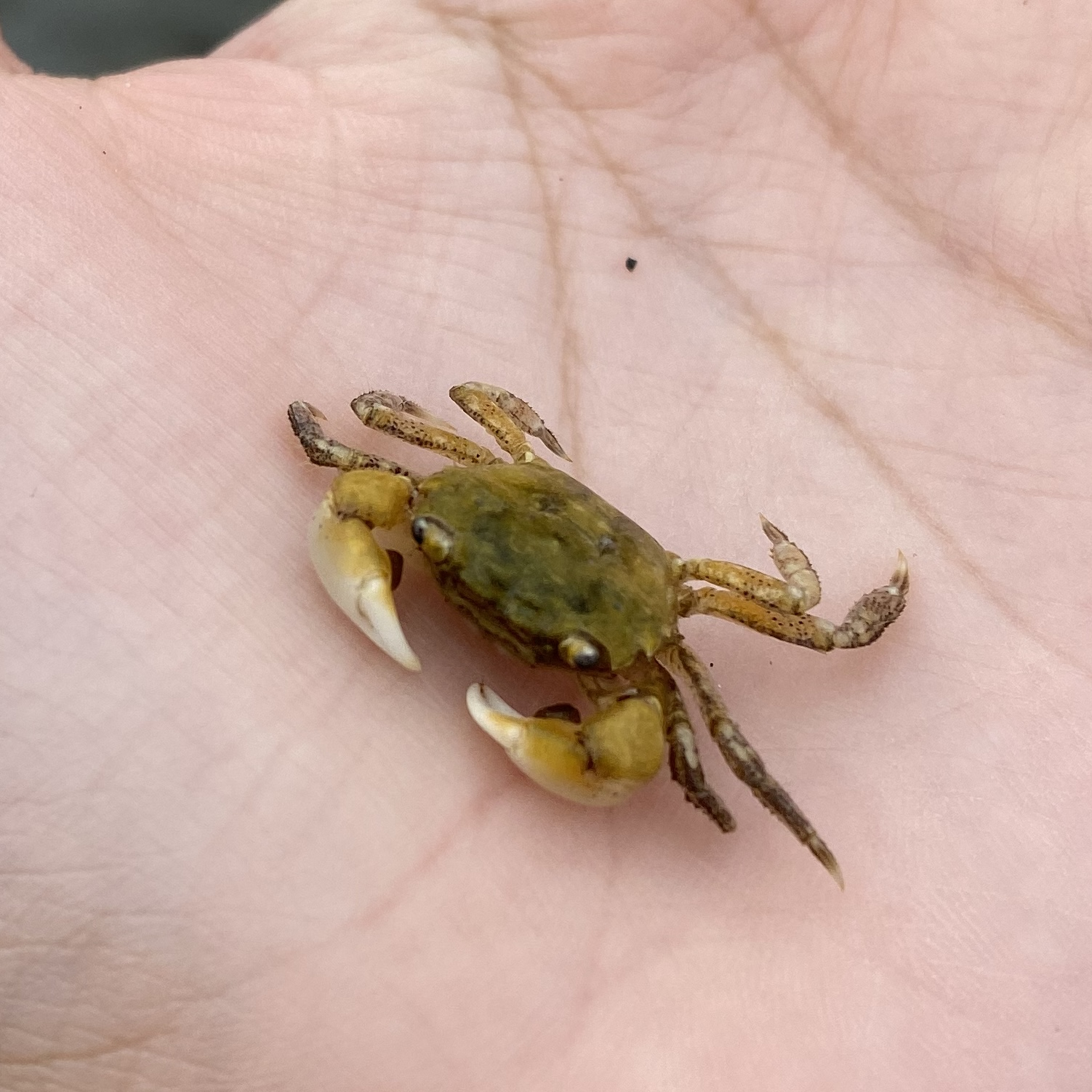
H. oregonensis encontrado na costa de Parksville, Colúmbia Britânica.

Hemigrapsus oregonensis é um pequeno caranguejo costeiro da família Varunidae [en], anteriormente classificado na família Grapsidae [en]. É conhecido por vários nomes comuns em inglês, incluindo yellow shore crab, hairy shore crab, green shore crab, mud-flat crab, bay shore crab e Oregon shore crab. Apesar do nome comum, a coloração do caranguejo é bastante variada. É encontrado ao longo da costa oeste dos Estados Unidos e do Canadá, especialmente em áreas costeiras e ambientes semelhantes. Em 2009, H. oregonensis foi incluído em uma lista de animais candidatos ao status de espécie ameaçada, mas não havia informações científicas suficientes para sua classificação, permanecendo sem avaliação até o presente.

## Descrição

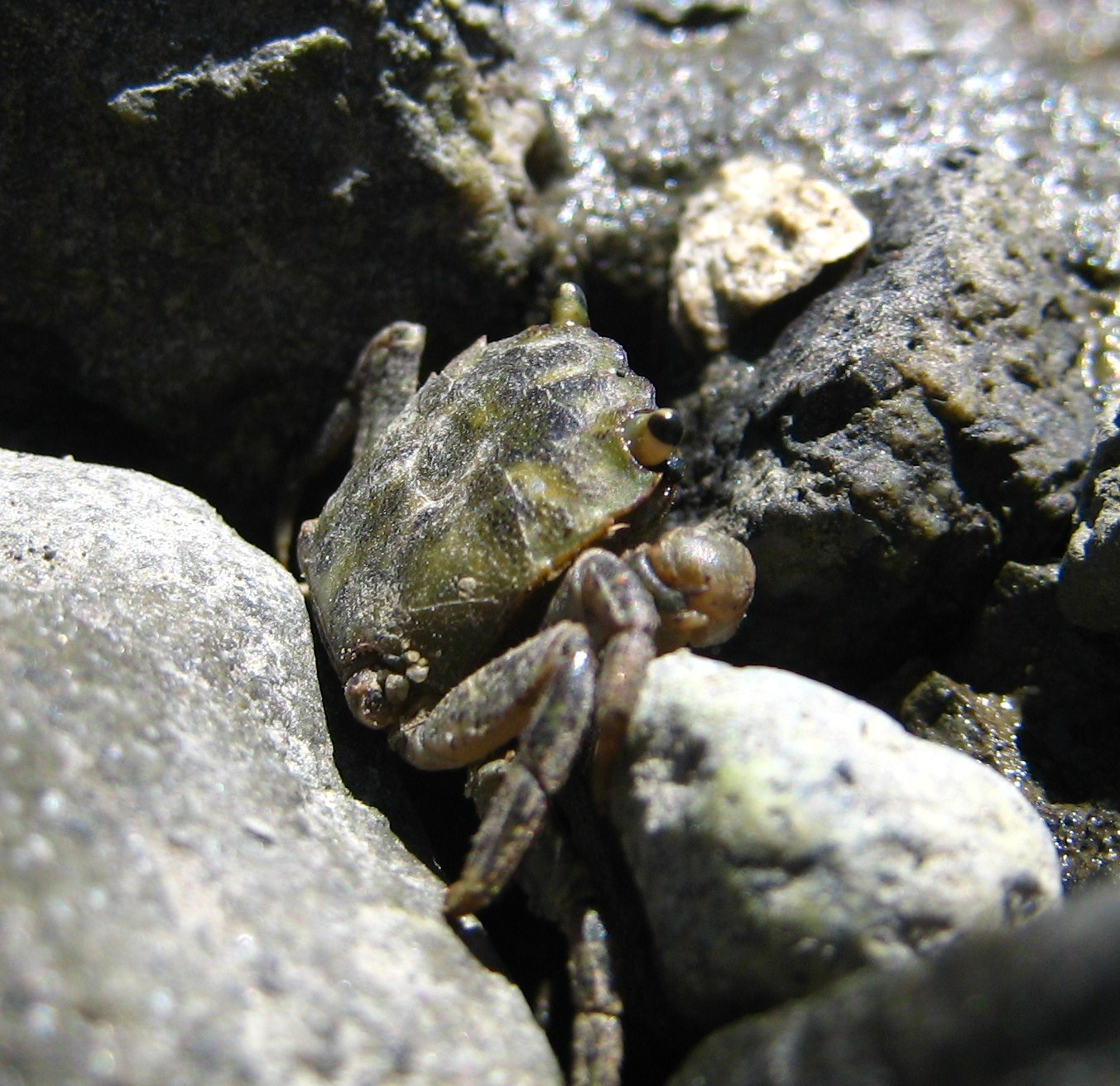
Hemigrapsus oregonensis na Ilha Orcas, Washington.

Este caranguejo é um habitante da zona entremarés com olhos bem separados e sem rostro. Apesar do nome, sua coloração corporal varia. Frequentemente, a carapaça retangular é vermelho-escura ou marrom com manchas verde-claras, mas também pode ser cinza-esverdeada, amarelo-esverdeada, verde-pálida ou branca com pequenas manchas azuis ou pretas, além de pernas mais claras com manchas semelhantes. A carapaça na região posterior não apresenta cristas transversais, mas possui três dentes entre a órbita e o ângulo lateral. A carapaça mede, em média, 29,1 mm de largura em fêmeas e 34,7 mm em machos. Machos e fêmeas também podem ser distinguidos pela forma do abdômen: as fêmeas têm um formato mais oval, enquanto os machos apresentam um formato ligeiramente pontiagudo. As pernas são cobertas por setas, e as pernas com garras têm extremidades brancas ou amarelas, sem manchas roxas. O mero nas pernas traseiras não é achatado.

## Habitat, distribuição e dieta
Todo o gênero é restrito ao oceano Pacífico, exceto por Hemigrapsus affinis, que vive nas costas atlânticas da América do Sul, do cabo de São Roque (Rio Grande do Norte, Brasil) ao golfo de San Matías [en] (Patagônia, Argentina), e populações de Hemigrapsus sanguineus [en], introduzidas de sua área nativa na Ásia Oriental para a costa atlântica dos Estados Unidos, de Portland até a Carolina do Norte, e para o canal da Mancha e o mar do Norte.
Esta espécie vive tipicamente sob rochas em zonas entremarés, mas também pode ser encontrada em margens costeiras, planícies de lama, tapetes de algas, leitos de ervas marinhas e nas fozes de grandes rios (estuários). Prefere áreas com matéria vegetal diversa, sedimento fino e correntes lentas e protegidas. Sua distribuição geográfica nos Estados Unidos vai da baía de Resurrection até a baía de Todos Santos. É altamente concentrada na baía de São Francisco, nas costas de Oregon e Washington, e na costa oeste do Canadá, especialmente na Colúmbia Britânica costeira e na ilha Vancouver.
A dieta de Hemigrapsus oregonensis consiste principalmente de diatomáceas e algas verdes, mas ocasionalmente consome carne, se disponível. É um necrófago e pode predar pequenos invertebrados ou usar seus maxilípedes para se alimentar por filtração. É predado por aves costeiras, um verme vermelho que ataca seus ovos e o caranguejo-verde (Carcinus maenas), uma espécie litorânea não nativa classificada como uma das piores espécies invasoras do mundo.

### Estelline Salt Spring
Em 1962, Gordon C. Creel descreveu uma população de caranguejos em Estelline Salt Spring, nomeando-os como Hemigrapsus estellinensis em 1964. A fonte onde viviam foi contida pelo Corpo de Engenharia do Exército dos Estados Unidos. Diferiam de seus parentes pelo padrão de manchas nas costas e pelo tamanho relativo de seus membros, mas uma análise genética em 2020 confirmou H. estellinensis como sinônimo júnior de H. oregonensis.
Hemigrapsus estellinensis foi descrito como tendo uma carapaça retangular com lados quase paralelos. Os machos têm uma carapaça de até 18,5 mm de comprimento e 22 mm de largura, enquanto as fêmeas têm até 17 mm de comprimento e 22 mm de largura. Os cantos frontais da carapaça apresentam três dentes fortes em cada lado. A principal diferença entre H. estellinensis e outras espécies do gênero é o extenso padrão de manchas vermelho-ferrugem na carapaça verde opaca. Também possui um par de manchas brancas conspícuas perto das extremidades da indentação em forma de H nas costas e outra mancha entre cada uma dessas manchas e a margem lateral da carapaça. As pernas têm manchas maiores que a carapaça, e tanto as quelas quanto as pernas ambulatórias são mais curtas que em outras espécies. Não há manchas na parte inferior do animal, incluindo o abdômen. Nos machos, as quelas possuem uma área peluda com quimiorreceptores na face ventral. Creel coletou 6 machos e dez fêmeas; um dos machos é o holótipo e os outros são parátipos. Todos os dezesseis estão no Museu Nacional de História Natural dos Estados Unidos como espécimes USNM 107855 e USNM 107856. Alguns espécimes vivos foram levados para o Wayland College (atual Universidade Batista Wayland [en]), mas morreram em 17 horas por razões desconhecidas. Duas fêmeas botaram ovos antes de morrer, uma com 3.000 e outra com 8.000 ovos.
H. estellinensis vivia em Estelline Salt Spring, a leste da cidade de Estelline, Texas, no condado de Hall, a 800 km do oceano mais próximo. Antes de sua extinção, era o único caranguejo troglobita nos Estados Unidos contíguos. Sua ocorrência tão distante do oceano foi descrita como "curiosa", sendo a espécie "provavelmente um relicto do Pleistoceno".
As fontes originalmente produziam água com salinidade de 43 ‰ que alimentava o Prairie Dog Town Fork do rio Vermelho do Sul. A salinidade deriva de camadas vermelhas do Permiano, com forte influência na biota do rio Vermelho do Sul. A vazão era de cerca de 11.000 litros por minuto, e a piscina tinha 20 metros de largura na superfície, a uma altitude de 531,1 metros acima do nível do mar. A 8 metros de profundidade, tinha apenas 6 metros de largura, alargando ligeiramente até 37 metros de profundidade. Abaixo disso, uma abertura de 0,9 metro de largura levava a uma caverna completamente cheia de água.
O Corpo de Engenharia do Exército dos Estados Unidos construiu um dique ao redor de Estelline Salt Spring em janeiro de 1964, reduzindo a carga de cloreto no rio Vermelho do Sul em 218 toneladas por dia. Antes de ser contida, a fonte abrigava uma rica biota, incluindo as cianobactérias Oscillatoria [en] e Lyngbya [en], as algas verdes Ulva clathrata [en] e U. intestinalis, vinte espécies de diatomáceas, muitos invertebrados – incluindo uma espécie de cirrípede – e uma única espécie de peixe, Cyprinodon rubrofluviatilis [en]. Desde então, as fontes aumentaram em salinidade, e muitas espécies foram levadas à extinção, incluindo H. estellinensis e o cirrípede não descrito. Já em dezembro de 1962, tentativas de encontrar mais indivíduos vivos de H. estellinensis foram malsucedidas, sendo provável que a espécie estivesse extinta antes da publicação da descrição de Creel em 1964.

## Biologia e comportamento
Hemigrapsus oregonensis é um forte osmorregulador e suporta zonas hipóxicas muito melhor que outros caranguejos costeiros. Sua tolerância é maior em condições de baixa salinidade e estuários turvos, o que explica sua predominância em baías salobras. É um bom escavador e prefere permanecer escondido em tocas que cava durante o dia, saindo para se alimentar à noite. Embora possa ser avistado sob detritos em planícies de lama ou sob rochas, ele se enterra em busca de segurança ao ser descoberto. H. oregonensis também pode abrigar um isópode parasita conhecido como Portunion conformis em sua cavidade perivisceral, mas isso não é visível a olho nu.

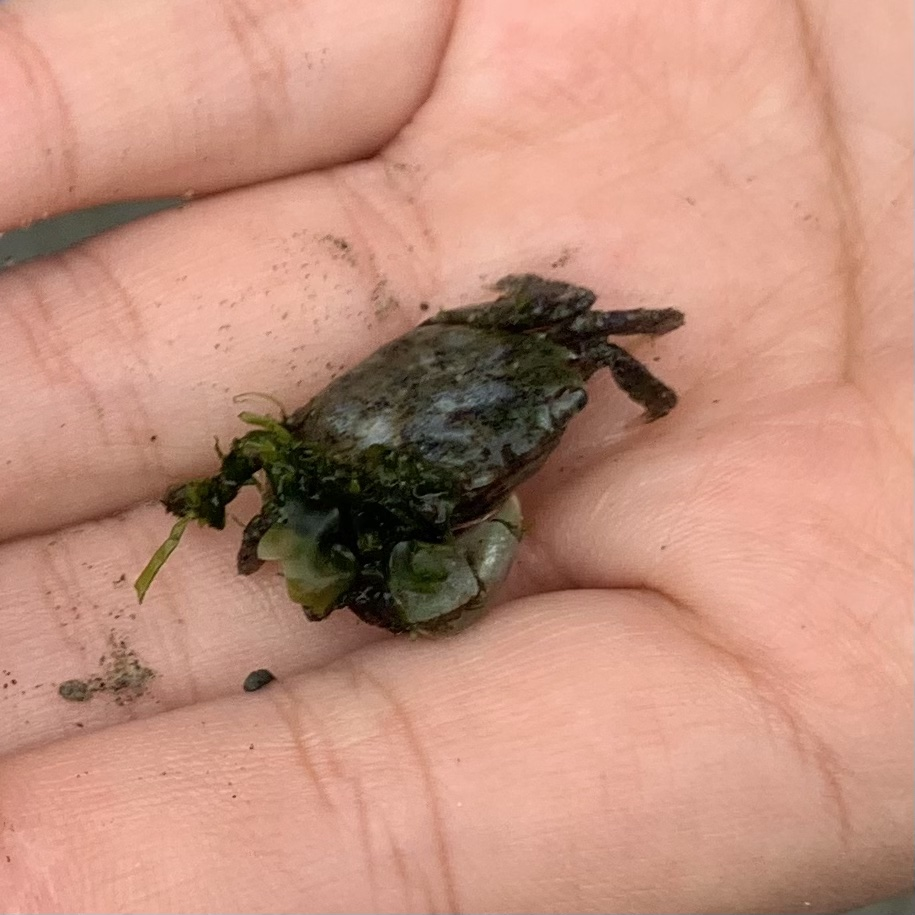
H. oregonensis com uma garra e algas crescendo na carapaça e membros, encontrado em Parksville, Colúmbia Britânica.

## Reprodução
Hemigrapsus oregonensis tem a maior taxa de reprodução em março e a menor em outubro. De fevereiro a julho, as fêmeas carregam ovos, e de maio a julho ocorre a eclosão. Em raras ocasiões, um segundo período de reprodução começa em agosto e eclode em setembro. As fêmeas podem carregar de 100 a 11.000 ovos por temporada de ovulação, e, uma vez fertilizados, os ovos passam por uma fase pré-zoea enquanto não eclodidos. Nas cinco fases pós-eclosão, os ovos desenvolvem-se em larvas planctônicas, e após cerca de 8 a 13 semanas, sofrem metamorfose para se tornarem adultos. O cronograma dessa transição de ovo a adulto depende da salinidade, temperatura da água, quantidade e qualidade de alimento disponível, fatores que também afetam o tamanho da população.

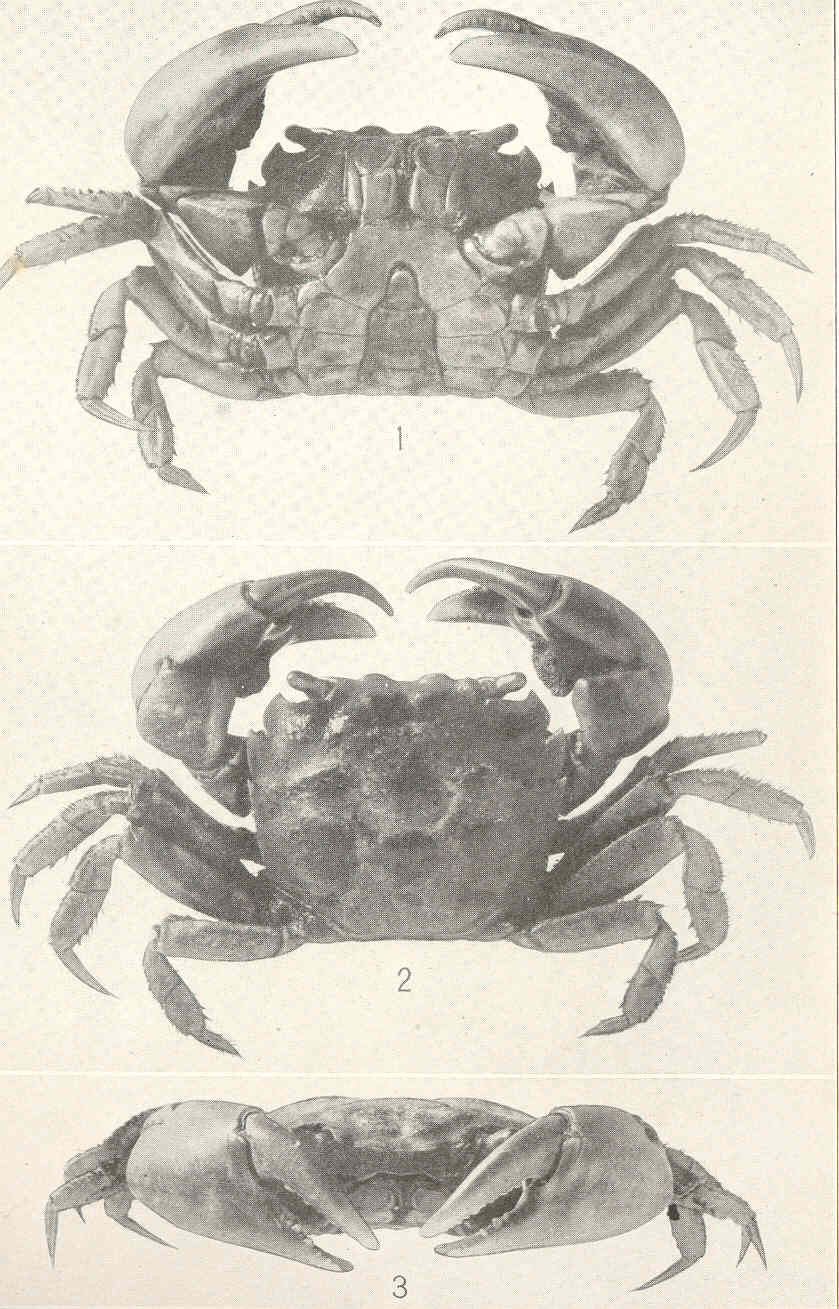
Diagrama anatômico de H. oregonensis.

## Espécies relacionadas
Hemigrapsus oregonensis é frequentemente confundido com duas espécies semelhantes: Pachygrapsus crassipes [en] e Hemigrapsus nudus. No entanto, P. crassipes pode ser distinguido pelas cristas transversais em sua carapaça e por possuir dois dentes entre a órbita e o ângulo lateral, em vez dos três de H. oregonensis. O adulto de H. oregonensis também é menor (3,0–3,5 cm) que o caranguejo H. nudus. H. nudus pode ser distinguido pela ausência de setas em suas pernas e pelas manchas roxas em suas quelas. No entanto, a cor é um método não confiável para identificação, já que tanto H. nudus quanto H. oregonensis são comumente encontrados em tons de verde, em vez de suas cores descritivas, roxo e amarelo. H. oregonensis e H. nudus são as únicas espécies de Hemigrapsus encontradas ao longo da costa do Pacífico oeste da América do Norte.